# Železniško postajališče Rožni Dol
Železniško postajališče Rožni Dol je eno izmed železniških postajališč v Sloveniji, ki oskrbuje bližnje naselje Rožni Dol.
Rožni Dol je najvišja točka (okoli 373 m nadmorske višine) proge med Novim mestom in Karlovcem in je v časih parne vleke bilo pomembna postaja za oskrbo lokomotiv s premogom in vodo. Zato je pod vasjo Potoki v neposredni bližini bila zgrajena vodna postaja Rožni Dol.